# Dimitri Oznobichine
Dimitri Oznobichine, aussi appelé historiquement d'Osnobichine ou d'Oznobichine (1869-1956), en russe : Дмитрий Иванович Ознобишин (Dmitri Ivanovitch Oznobichine), général de cavalerie de la Garde impériale russe, aide de camp du duc de Leuchtenberg, attaché militaire russe à Berne et à Paris pendant la Première Guerre mondiale.

## Biographie
Dimitri Oznobichine est né le 8 août 1869 à Varsovie[réf. nécessaire] qui fait partie, à l'époque, du Royaume de Pologne au moment de la domination russe. Il appartient à la communauté russe.

### Militaire
Avant la guerre de 1914, il est l'aide de camp du prince Alexandre Georgievitch Romanowsky, duc de Leuchtenberg. Capitaine d'État-major, il participe aux Grandes manœuvres de 1898, au cours desquelles il est fait chevalier de la légion d'honneur, aux Grandes manœuvres de l'Est de 1901. Commandant, il dirige une des 5 colonnes qui se portent au secours des missionnaires Scheutistes en Mongolie orientale en décembre 1900, il commande la délégation militaire russe aux funérailles du grand-duc Alexis de Russie en 1908 et à celle de Georges Maximilianovitch de Leuchtenberg en 1912.
Pendant la Première Guerre mondiale, l'œuvre des Formations Chirurgicales Franco-Russes, placée sous la présidence d'honneur de Madame Izvolski et présidée par la duchesse d'Uzès, avec le concours financier du prince Orloff, a pour but de fournir à l'armée des salles d'opérations permettant d'opérer près du front. Ces initiatives, coordonnées par l'Ambassade, Madame Isvolsky, Alexis Ignatieff, l'attaché militaire et son adjoint, le colonel Oznobichine, aboutissent à ce que début 1915 , un certain nombre de formations sanitaires soient remises aux autorités françaises. Les Ambulances Russes aux Armées Françaises sont placées sous l'autorité des Services de Santé de l'armée française et dirigées par le colonel Oznobichine.

### Peintre
Dimitri Oznobichine est à la fois un brillant officier russe et un peintre reconnu. Il étudie à l'Académie Julian, en 1901 et 1902, initiateur et promoteur d'un concours de croquis  ; il fonde le cercle des Mortigny en 1908, qui regroupe de nombreux artistes et habitués de la vie parisienne : Paul Poiret, Bernard Boutet de Monvel, Pierre Brissaud, Georges Villa, Guy Arnoux, Joë Hamman, Lucien-Victor Guirand de Scevola, Joseph Pinchon, André Warnod, Pierre Troisgros, Jean Routier, Henri Callot, Pierre Falize, Pierre Prunier, cercle qui fonctionne jusque dans les années 1950. En 1911, il apparaît dans l'Annuaire des Beaux-Arts comme peintre,.

### Sportif
Il est membre de plusieurs sociétés et institutions sportives (le Boxing Club de France, l'Aéro-Club de France...).

### Retraite
Il reste en France au lendemain de la révolution russe. En 1917, le rapport du gouvernement provisoire russe l'évalue comme un réactionnaire extrême, il était probablement un défenseur de la restauration de la monarchie, dans la Guerre civile russe. Il émigre aux États-Unis et meurt à San Francisco en 1956.

## Famille
Son frère ou cousin Alexis d'Oznobichine est député à la Douma d'État de l'Empire russe, président du comité de la Russie Blanche, membre de la délégation de la Russie Blanche auprès du Congrès de la paix à Paris en juin 1919. Il est arrêté en avril 1920 à Paris, sous une charge de collaboration avec les Allemands mais bientôt relâché.
Il est marié avec Clara Jantzen. Il a un fils, Nicolas Oznobichine.
Un homonyme, né la même année, ancien officier lui aussi de la Garde impériale russe, est mort à Genève, 17 avenue Dumas, le 30 août 1956.

## Publications
En 1899, il traduit en français un ouvrage sur la charge de cavalerie de Somo-Sierra, écrite par le général russe Puzyrevsky.

## Décorations
- Chevalier de l'Ordre de Saint-Stanislas, de troisième classe avec épées et ruban, 1901
- Chevalier de l'Ordre de Sainte-Anne, de troisième classe avec épées et ruban, 1901
- Chevalier de l'Ordre de Saint-Stanislas, de deuxième classe, 1905
- Chevalier de l'Ordre de Sainte-Anne, de deuxième classe, 1909
- Chevalier de l'Ordre de Saint-Vladimir, de quatrième classe, 1912
- Chevalier de l'Ordre de Saint-Vladimir, de troisième classe, 1913
- Officier de la Légion d'honneur[Quand ?]